# Caio Duilio (1913)
«Кайо Дуіліо» (італ. Caio Duilio), також Дуіліо — військовий корабель, лінійний корабель у серії кораблів типу «Андреа Доріа» Королівських ВМС Італії за часів Першої та Другої світових війн. Свою назву лінкор дістав на честь визначного флотоводця часів Першої пунічної війни Гая Марка Дуілія.

## Історія створення
«Кайо Дуіліо» був закладений 24 лютого 1912 року на верфі компанії Cantiere navale di Castellammare di Stabia у Кастелламмаре-ді-Стабія. Спущений на воду 24 квітня 1913 року, 10 травня 1915 року увійшов до складу Королівських ВМС Італії.

## Історія служби

### Перша світова війна
Протягом Першої світової війни «Дуіліо» не брав участі у жодних діях, враховуючи той факт, що австро-угорський флот, головний військово-морський суперник Італії, залишався в порту протягом усього конфлікту. Крім того, адмірал Паоло Таон ді Ревель, начальник штабу ВМС Італії, вважав, що австро-угорські підводні човни та мінні загороджувачі можуть надто ефективно діяти у вузьких водах Адріатики. Через це, загроза цієї підводної сили для його головних кораблів була надто серйозною, щоб він міг активно використовувати надводний флот. Замість цього Ревель вирішив здійснити блокаду на відносно безпечнішому південному кінці Адріатики за допомогою бойового флоту, тоді як менші судна, такі як човни MAS, проводили рейди на австро-угорські кораблі та берегові інфраструктурні об'єкти.
Як наслідок, «Дуіліо» здійснив лишень чотири патрулі під час воєнних дій, провівши в морі загалом 70 годин. По завершенню світового конфлікту, з листопада 1918 до квітня 1919 року, італійський лінкор базувався в Таранто. 

### Міжвоєнний період
З 10 листопада 1918 року по 26 січня 1919 року виконував завдання з дислокацією на Корфу. 26 квітня 1919 року «Дуіліо» був відправлений до Смірни, щоб допомогти врегулювати суперечку. Перебуваючи там, він наразився на протистояння з грецьким броненосним крейсером «Георгіос Авероф», але потім конфлікт було вичерпано, коли греки висадили війська, щоб зайняти Смірну. 9 червня його змінив старий пре-дредноут «Рома», що дозволило «Дуіліо» переміститися до Константинополя.
Під час свого перебування в Туреччині «Дуіліо» увійшов у Чорне море, щоб підтримати «білих» у громадянській війні в Росії. У період з 23 червня по 13 липня лінкор діяв у лавах ескадри «Левант» італійського флоту. Після завершення свого чергування в Чорному морі корабель повернувся до Смірни і залишався там до 9 вересня, коли йому на заміну прибув лінкор «Джуліо Чезаре». 12 вересня «Дуіліо» повернувся в Таранто і був виведений до резерву. Втім, вже у 1920 році його повернули на службу. 30 червня лінкори вирушив до Албанії, щоб підтримати контингент італійської армії, що окупував країну, і брав участь у їх виведенні 5 вересня. Наступного року його включили до ескадри «Додеканес» і залучили до крейсерського походу в східному Середземномор'ї.
Під час інциденту на Корфу з Грецією 1923 року італійський флот, включаючи «Дуіліо», був розгорнутий для окупації острова Корфу після вбивства Енріко Телліні та чотирьох інших людей. Пізніше того ж року він супроводжував лінкор «Данте Аліг'єрі» під час державного візиту до Іспанії. 8 квітня 1925 року внаслідок вибуху в погребі був зруйнований підйомник барбета башти № 3. Корабель пішов у резерв під час ремонту в Ла Спеції, який тривав до квітня 1928 року. З 18 березня до 15 червня 1930 року «Дуіліо» пройшов переобладнання в Таранто.

### Друга світова війна
З початком війни у Середземному морі «Дуіліо» залишався на базі. Його перше бойове патрулювання сталося лише 31 серпня 1940 року. Лінкор разом з рештою флоту відплив на перехоплення британського лінкора «Веліант», який прямував до Александрії, і конвою, що плив до Мальти. Італійський флот не мав достатньої повітряної розвідки, що разом із поганою погодою завадило італійцям знайти британське угруповання флоту. 1 вересня кораблі повернулися до Таранто. «Дуіліо» знову вийшов у море 7 вересня, намагаючись перехопити британське з'єднання «H», але італійська розвідка надала помилкові дані, оскільки з'єднання «H» у цей час атакувало Дакар. «Дуіліо» повернувся до Таранто, де залишалася до початку листопада.
У ніч з 10 на 11 листопада британський Середземноморський флот здійснив раптовий повітряний наліт на гавань у Таранто. 21 бомбардувальник-торпедоносець «Сордфіш», запущений з авіаносця «Ілластріос», атакував італійський флот двома хвилями. Вони здійснили одну атаку на «Дуіліо», три удари на «Літторіо» та один на «Конте ді Кавура». Торпеда вдарила «Дуіліо» у правий борт; у результаті утворилася дірка розміром 11 на 7 метрів у корпусі, вода затопили передові основні акумуляторні магазини. Водний танкер і кілька менших суден штовхнули лінкор на мілину, щоб він не затонув у гавані. Було проведено тимчасовий ремонт, і в січні 1941 року корабель було спущено на воду та відправлено до Генуї на постійний ремонт, який розпочався 26 січня.
Поки «Дуіліо» перебував у доці на ремонті, британські підрозділи З'єднання Н на початку лютого відійшли від своєї звичайної ролі супроводу конвою в західному Середземномор'ї, щоб атакувати Геную. Надводні кораблі адмірала Джеймса Сомервіля випустили по порту понад тисячу снарядів, а літаки авіаносця «Арк Роял» скинули в гавань магнітні міни. П'ять кораблів було потоплено, але «Дуіліо» не постраждав під час атаки.
Ремонт тривав близько п'яти місяців, після чого корабель повернувся до обов'язків супроводу конвою. У 1942 році нестача палива знерухомила основну частину італійського надводного флоту, і «Дуіліо» не виходив у море до капітуляції Італії у вересні 1943 року. Після цього його інтернували на Мальті до 1944 року, коли союзники дозволили італійському кораблю повернутися до Італії. Він пережив війну і продовжив служити в післявоєнному італійському флоті, переважно як навчальний корабель. У 1953 році «Дуйліо» був відправлений в резерв, а наприкінці 1956 року його списали з військово-морського обліку та продали на злам наступного року. 